# Carl Axel Vindum
Carl Alex Vindum (28. juni 1925 i Viborg – 27. marts 1945 i Gentofte) var en ung portierassistent og modstandsmand fra København.
Vindum, som tilhørte en militær modstandsgruppe, blev dræbt på Prins Valdemars Vej 37 i Gentofte i forbindelse med en aktion den 27. marts 1945. Han ligger begravet i det store gravfelt i Mindelunden i Ryvangen.
På Kildevældskolen, tidligere Vognmandsmarken Skole og Bryggervangen Skole, på Østerbro findes to mindetavler for tidligere elever, som satte livet til under modstandskampen, Vindum findes med på begge.